# 博略 (卡尔瓦多斯省)
博略（法語：Beaulieu，法語發音：[boljø] ⓘ）是法国卡尔瓦多斯省的一个旧市镇，属于维尔区。2016年，博略与临近的19个市镇合并为新市镇苏勒夫尔昂博卡日。

## 地理
博略（48°54'54"N, 0°49'26"W）面积3.15 平方千米，位于法国诺曼底大区卡爾瓦多斯省，该省份为法国西北部沿海省份，北濒大西洋英吉利海峡，东北与滨海塞纳省以海上边界相接，东临厄尔省，南至奧恩省，西与芒什省接壤。
与博略接壤的市镇（或旧市镇、城区）包括：勒贝尼博卡日、勒代塞尔、勒勒屈莱、圣夏尔德佩尔西。
博略的时区为UTC+01:00、UTC+02:00（夏令时）。

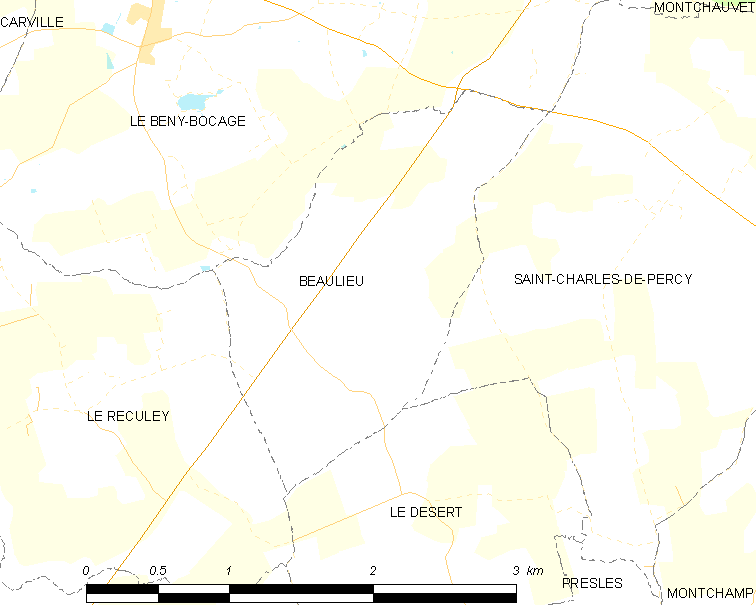
博略的OSM定位图

## 行政
博略的邮政编码为14350，INSEE市镇编码为14052。

## 政治
博略所属的省级选区为诺曼底地区孔代县。

## 人口

1962-2008年间博略人口变化图示

博略于2018年1月1日时的人口数量为204人。